# Hồ điệp nâu
Hồ điệp nâu (danh pháp khoa học: Phalaenopsis sumatrana) là một loài lan đặc hữu của bán đảo Thái Lan, Việt Nam và nam Sumatra.
Cây có mặt ở Trung Quốc, Việt Nam (khu vực Sa Pa).

## Hình ảnh

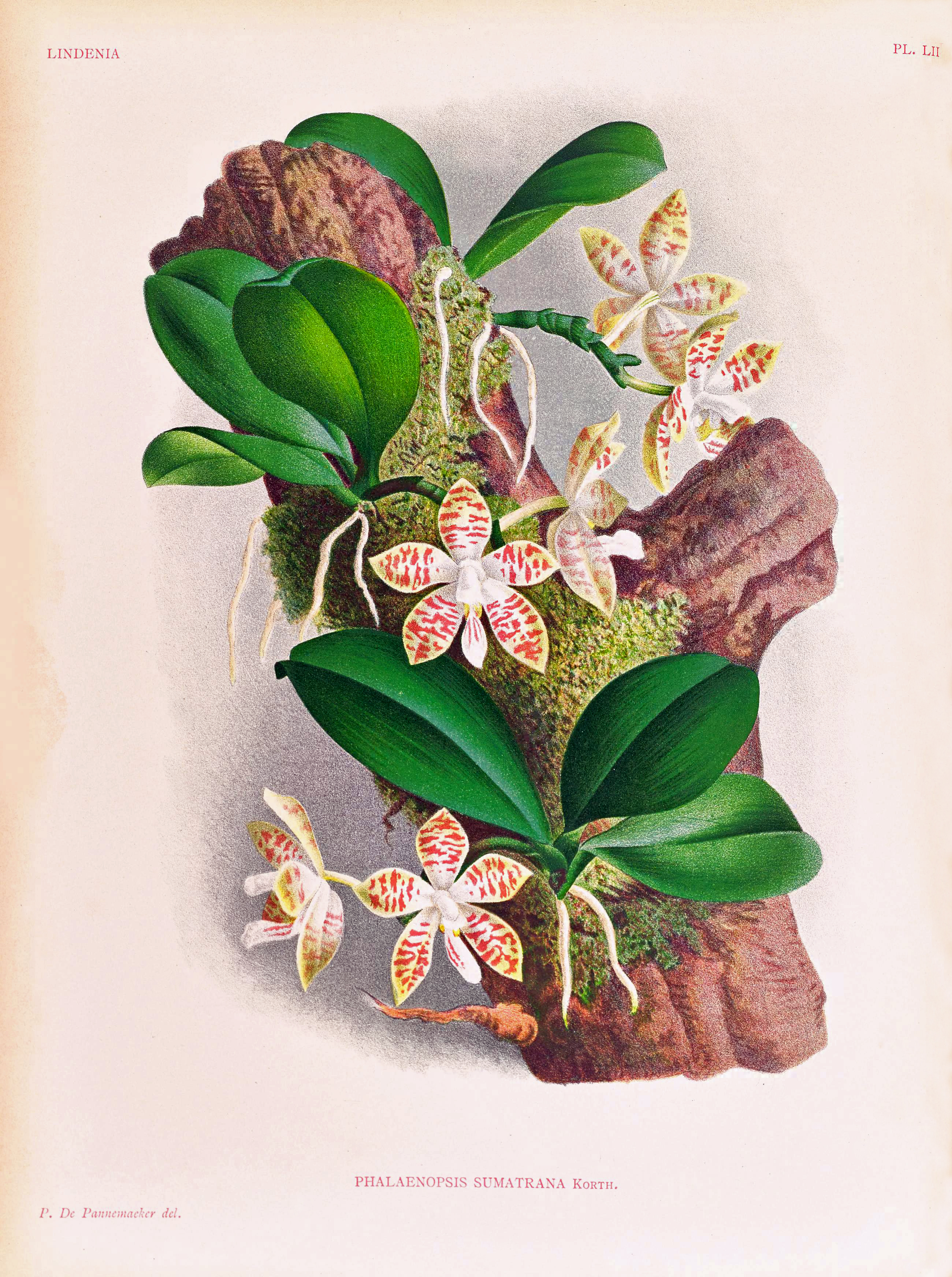
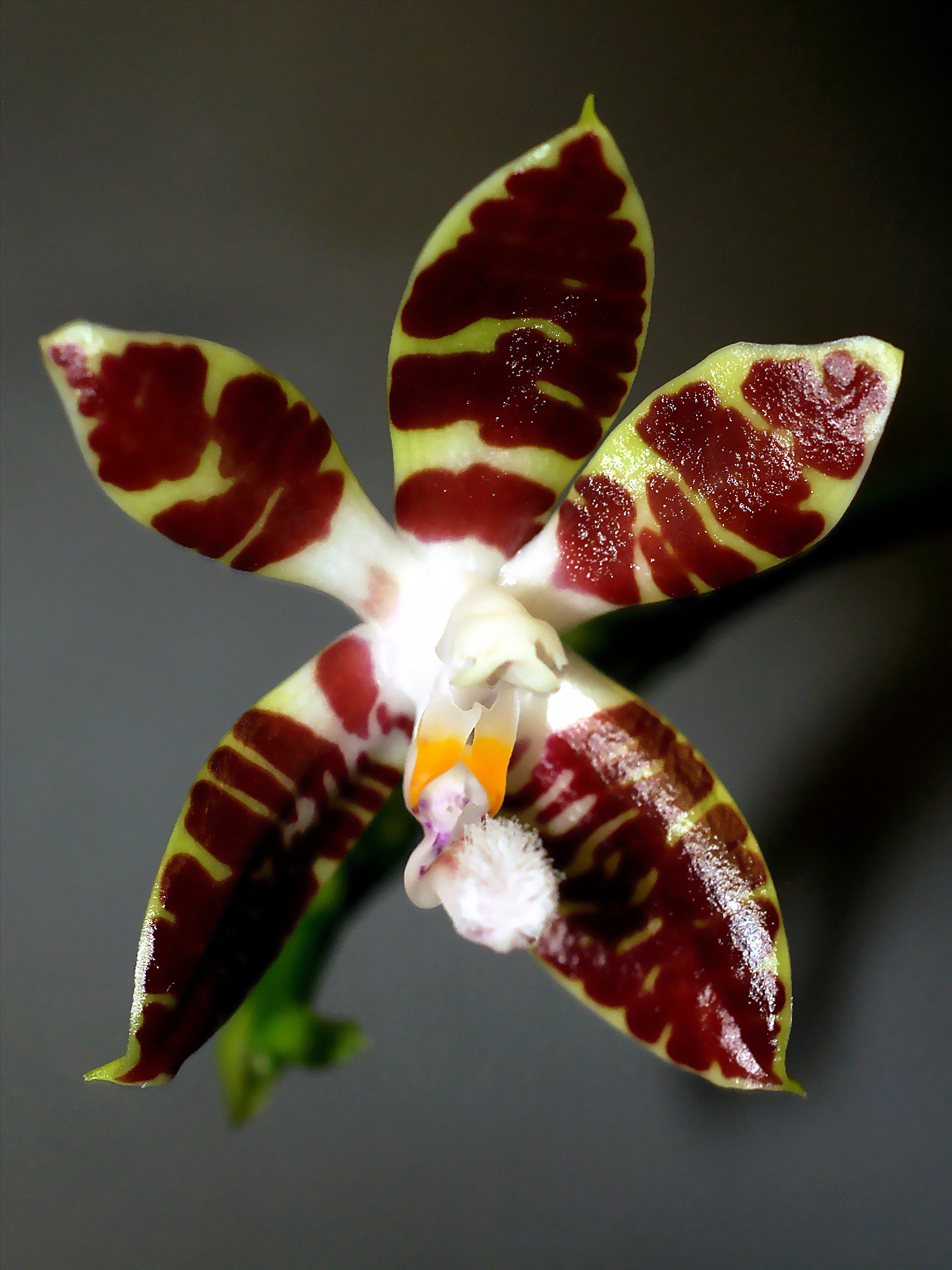
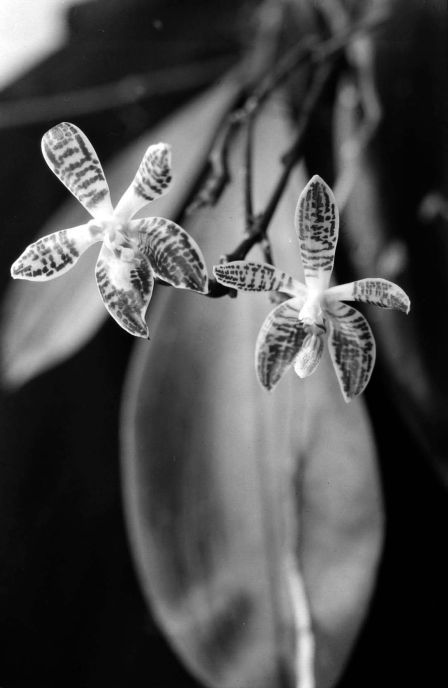
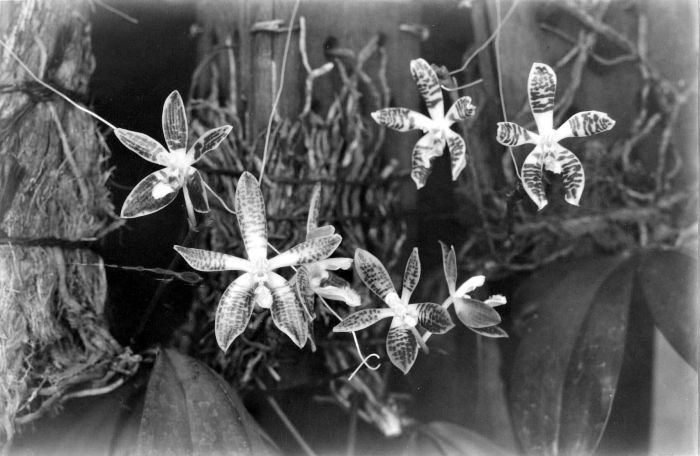